# Рощино (Валдайский район)
Рощино — посёлок в Валдайском муниципальном районе Новгородской области, является административным центром Рощинского сельского поселения.

## География
Посёлок расположен на северо-востоке Валдайского района, к юго-востоку от деревни Долгие Бороды; окружен водоёмами: с юга Валдайским озером, с востока — озером Ужин. Расстояние от районного центра г. Валдая до Рощино составляет 15 км.

## История
Дата образования посёлка — 1961 год. В 1980 году указом президиума ВС РСФСР посёлок дома отдыха «Валдай» переименован в Рощино.

## Население
| 2010 |
| ---- |
| 676  |

## Инфраструктура
В посёлке работает ФГДОУ "Детский сад общеразвивающего типа «Валдай» (п. Рощино, д.10), собственником которого является Управление делами Президента РФ.Также в поселке функционирует школа МОУ ООШ № 9 по адресу п. Рощино, д.11, Рощинский ФАП МУЗ «Валдайская ЦРБ» (п. Рощино, дом № 11 «ф»), Рощинский сельский филиал МУК «Валдайская централизованная библиотечная система» (п. Рощино, дом № 11 «б»), Музей Дома отдыха «Валдай», Рощинский сельский Дом культуры (п. Рощино, дом № 11 «к»). Поселок имеет собственное центральное отопление протяженностью в 11,3 км, водоочистную, канализационно-насосную станцию протяженностью 18,9 км, холодное централизованное водоснабжение протяженностью 21,2 км, горячее централизованное водоснабжение протяженностью 20 км и котельную на газу. Наличие операторов сотовой связи: МТС, Мегафон, БиЛайн, Таксофон.
Предприятия поселка: ФГУ УДП РФ "Дом отдыха «Валдай» вместимостью 320 человек, База отдыха «Ужин», отделение Почты России, а также два частных магазина «Тройка» и «Теремок».